# Прекмурці
Прекмурці (словен. Prekmurci, прекмурська Prekmürci, Prekmörci, Prekmörge) — південнослов'янська етнічна група в Центральній Європі (розглядається як субетнос словенців), що мешкає в Прекмур'ї (Словенія), а також прикордонних районах Австрії та Угорщини.

## Склад
Від основної території Словенії регіон проживання прекмурців відділяє річка Мура, тому у перекладі зі словенської «прекмурці» — це ті, що живуть за Мурою. Складаються з декількох груп:
- Прекмурських словенців (безпосередньо у Словенії);
- Угорських словенців (або Порабські словенці — назва від річки Раба), чисельність приблизно 3,5 тис. чоловік[1];
- Шомодських словенців (майже зникли, див. с. Тарани в Угорщині[en]);
- також живуть у США, Австрії, Німеччині та Канаді.

Розмовляють на прекмурській мові паннонських діалектів словенської мови.

## Відомі прекмурці
- Штефан Кюзміч (1723 — 1779) — лютеранський священик, письменник, перекладач Євангелія.
- Міклош Кюзміч (1737 — 1804) — римо-католицький священик, письменник, перекладач Євангелія.
- Йожеф Кошич (1788 — 1867) — римо-католицький священик, письменник, історик, поет, лінгвіст, етнограф.
- Авґуст Павел (1886 — 1946) — письменник, поет, етнограф, лінгвіст, історик.
- Мілан Кучан (* 14 січня 1941) — словенський політик, перший президент Словенії.